# Municipio de Marmaton (condado de Allen)
El municipio de Marmaton (en inglés: Marmaton Township) es un municipio ubicado en el condado de Allen en el estado estadounidense de Kansas. En el año 2010 tenía una población de 877 habitantes y una densidad poblacional de 6,07 personas por km².

## Geografía
El municipio de Marmaton se encuentra ubicado en las coordenadas 37°54′00″N 95°9′24″O / 37.90000, -95.15667. Según la Oficina del Censo de los Estados Unidos, el municipio tiene una superficie total de 144.6 km², de la cual 143.87 km² corresponden a tierra firme y (0.5%) 0.73 km² es agua.

## Demografía
Según el censo de 2010, había 877 personas residiendo en el municipio de Marmaton. La densidad de población era de 6,07 hab./km². De los 877 habitantes, el municipio de Marmaton estaba compuesto por el 95.1% blancos, el 1.25% eran afroamericanos, el 0.91% eran amerindios, el 0.11% eran asiáticos, el 0.11% eran isleños del Pacífico, el 0.11% eran de otras razas y el 2.39% pertenecían a dos o más razas. Del total de la población el 1.37% eran hispanos o latinos de cualquier raza.